# Киселёво (Селижаровский район)
Киселёво — деревня в Селижаровском районе Тверской области. Входит в состав Большекошинского сельского поселения.

## География
Расположена в 23 километрах к юго-востоку от районного центра Селижарово, в 4 км от деревни Большая Коша, центра сельского поселения.

## История
Во второй половине XIX — начале XX века деревня Киселево относилась к Прусовецкому (погост Прусовичи) приходу Киселевской волости Осташковского уезда. В 1859 году в деревне 45 дворов, 306 жителей.
В 1889 году в Киселево 73 двора, 473 жителя; население всей Киселевской волости (33 селения) — 4607 жителей.
В 1940 году деревня центр Киселевкого сельсовета в составе Кировского района Калининской области.
В 1997 году — 83 хозяйства, 233 жителя. Администрация Киселевского сельского округа, центральная усадьба совхоза «Киселевский», начальная школа (закрыта), ДК, библиотека, магазин.
По информации от местных жителей, на середину 2021 года, деревня в основном пользуется дачниками. В деревне работает один частный продуктовый магазин, а так же ДК. Библиотека была закрыта, но позже переехала в ДК. Начальная школа закрыта, сельпо закрыто, пилорама не работает. 

## Население
| 1859 | 1889 | 1919 | 1997 | 2002 | 2010 |
| ---- | ---- | ---- | ---- | ---- | ---- |
| 186  | ↗473 | ↘353 | ↘233 | ↘187 | ↘137 |

Национальный состав
Согласно результатам переписи 2002 года, в национальной структуре населения русские составляли 85 % от жителей.